# Brié-et-Angonnes
Brié-et-Angonnes ist eine französische Gemeinde mit 2.509 Einwohnern (Stand: 1. Januar 2022) im Département Isère in der Region Auvergne-Rhône-Alpes. Sie gehört zum Arrondissement Grenoble, zum Kanton Le Pont-de-Claix und zum Kommunalverband Grenoble Alpes Métropole. Die Einwohner werden Briataux genannt.

## Geographie
Die Gemeinde Brié-et-Angonnes liegt am Rand der äußersten südwestlichen Ausläufer des Gebirgsmassivs Chaîne de Belledonne als Teil der Dauphiné-Alpen, acht Kilometer südöstlich von Grenoble. Der höchste Punkt im Gemeindegebiet von Brié-et-Angonnes ist der Gipfel des Sommet de Pravena (737 m). Umgeben wird Brié-et-Angonnes von den Nachbargemeinden Poisat im Norden, Herbeys im Nordosten, Vaulnaveys-le-Haut im Osten, Vaulnaveys-le-Bas im Südosten, Vizille und Montchaboud im Süden, Jarrie im Westen sowie Bresson und Eybens im Nordwesten.

## Bevölkerungsentwicklung
| Jahr                       | 1962 | 1968 | 1975 | 1982 | 1990 | 1999 | 2006 | 2012 | 2021 |
| -------------------------- | ---- | ---- | ---- | ---- | ---- | ---- | ---- | ---- | ---- |
| Einwohner                  | 467  | 666  | 1511 | 1617 | 1619 | 1833 | 2267 | 2482 | 2521 |
| Quellen: Cassini und INSEE |      |      |      |      |      |      |      |      |      |

## Sehenswürdigkeiten
- Kirche Saint-Pierre-et-Saint-Paul in Brié, weitgehend aus dem 19. Jahrhundert
- Kapelle Saint-Hippolyte in Les Angonnes aus dem 13. Jahrhundert
- Fort de Montavie
- drei Herrenhäuser
- Mühle

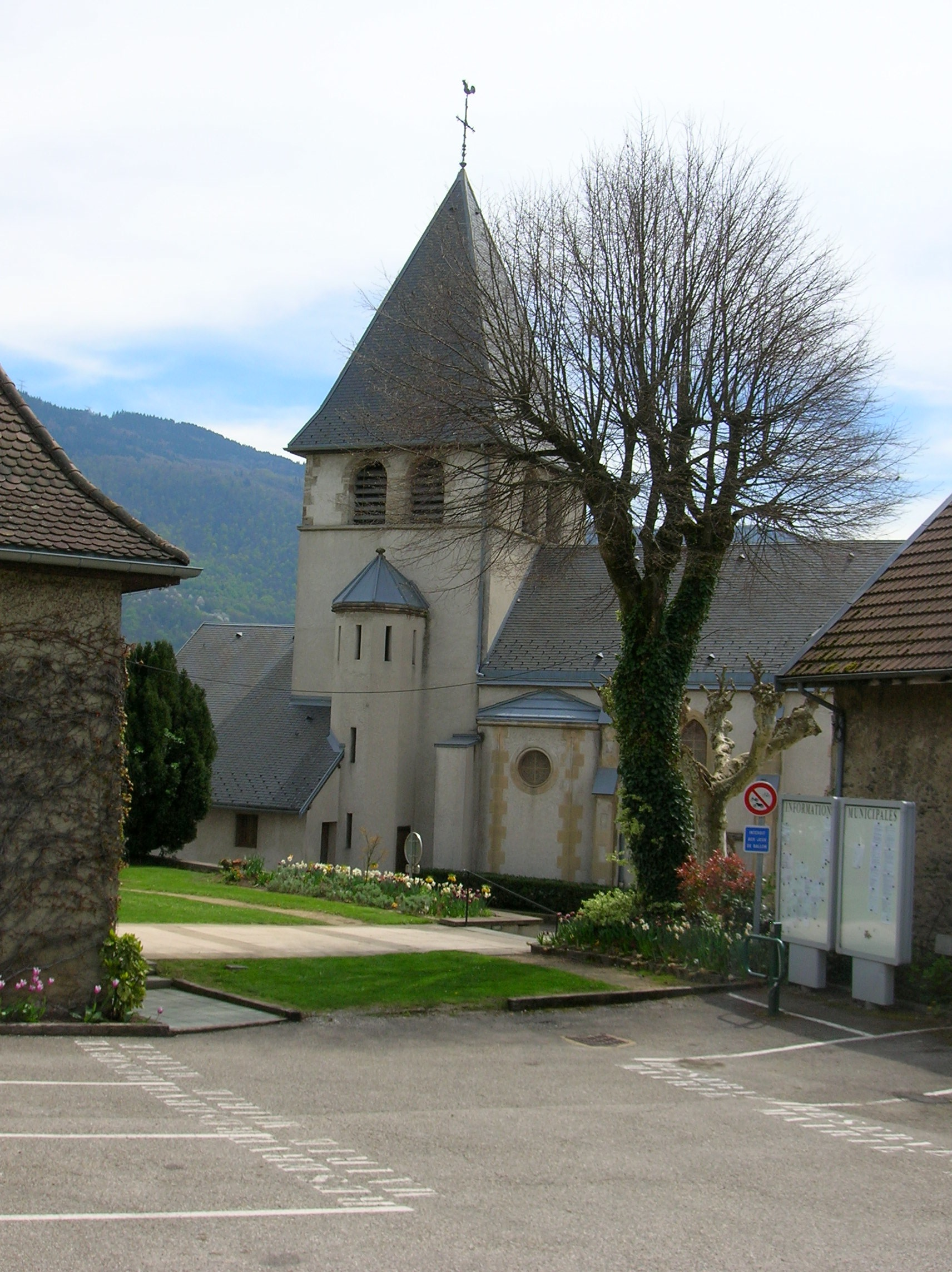
Kirche Saint-Pierre-et-Saint-Paul
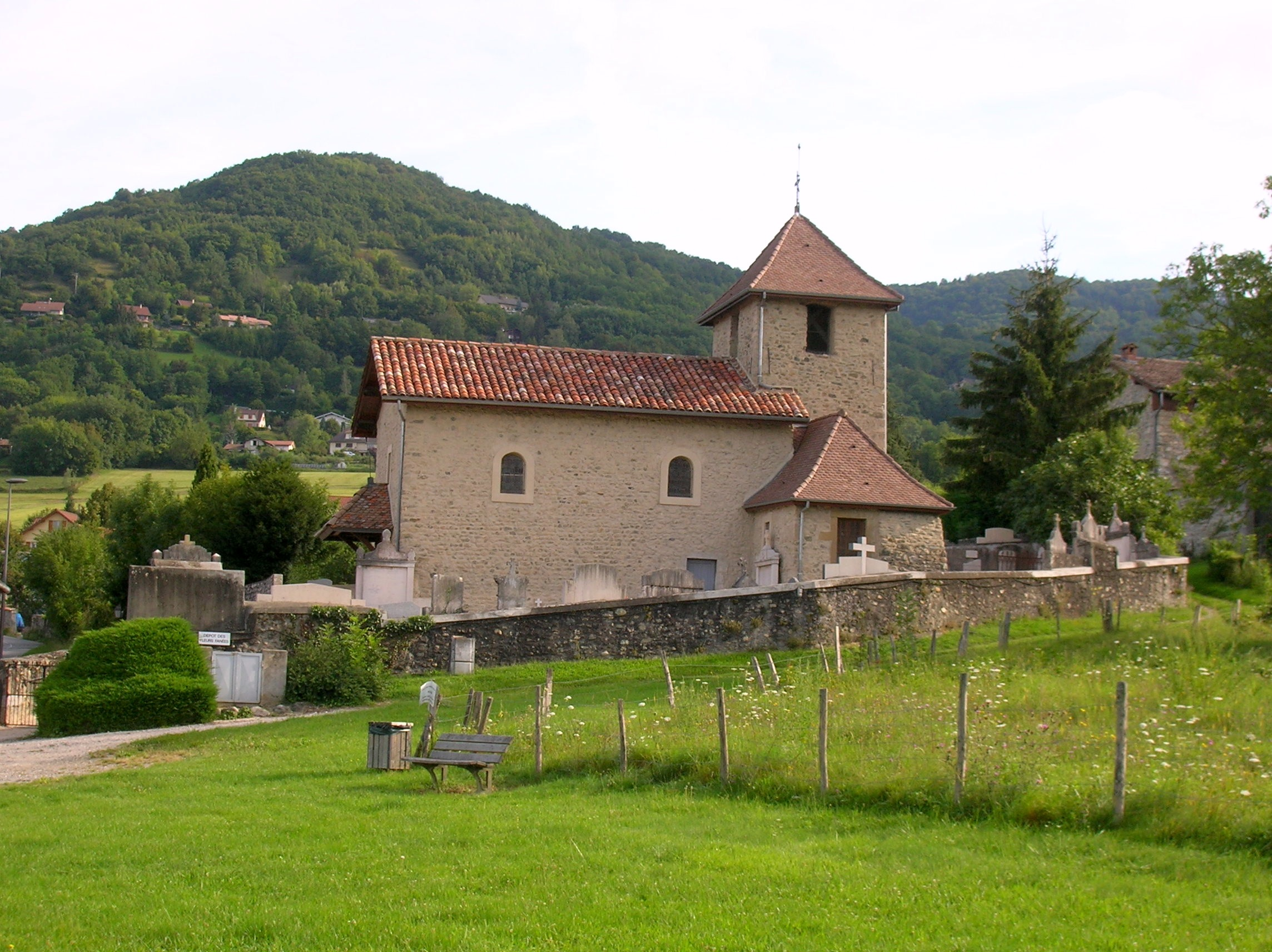
Kapelle Saint-Hippolyte
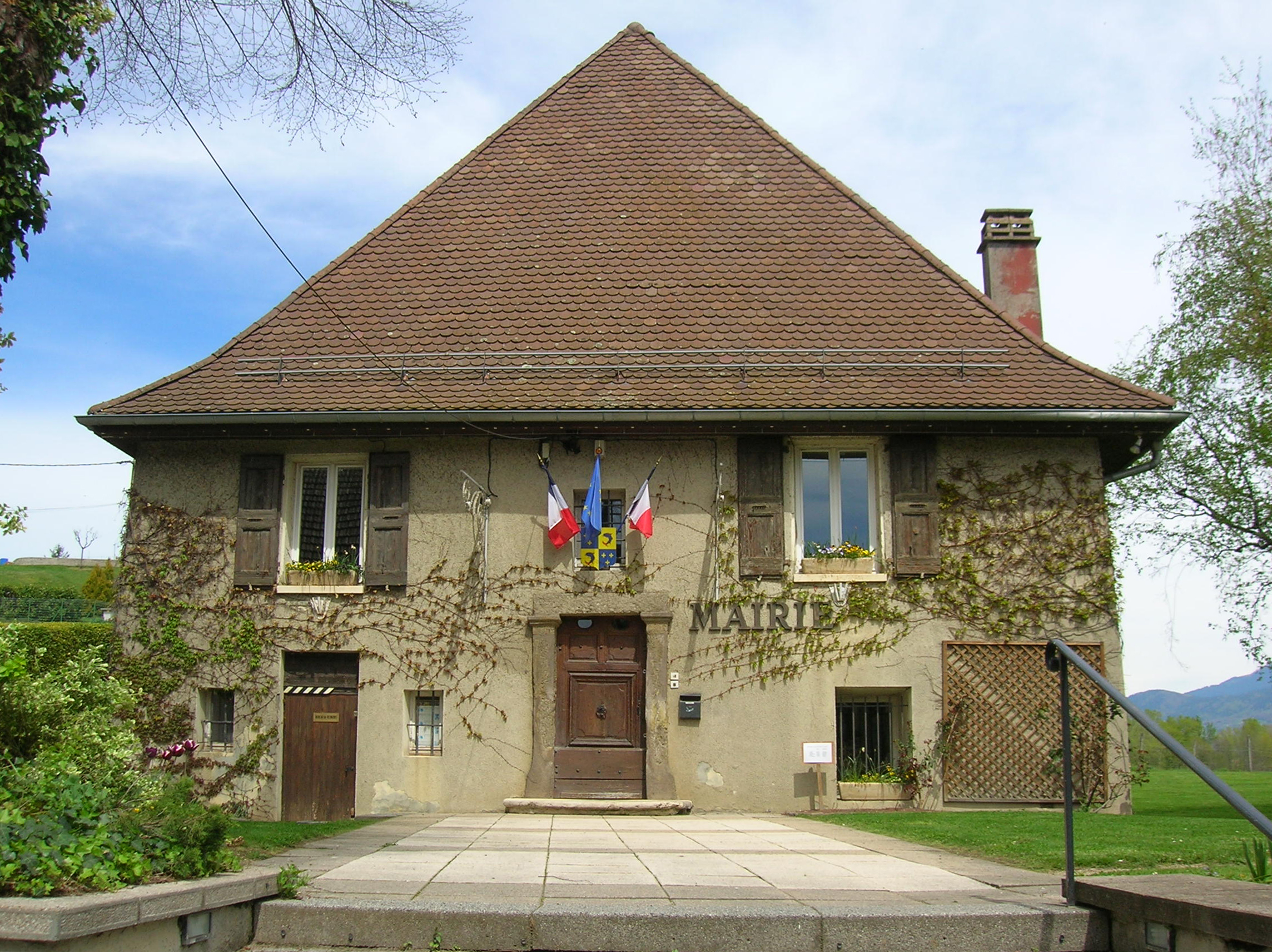
Rathaus (mairie)
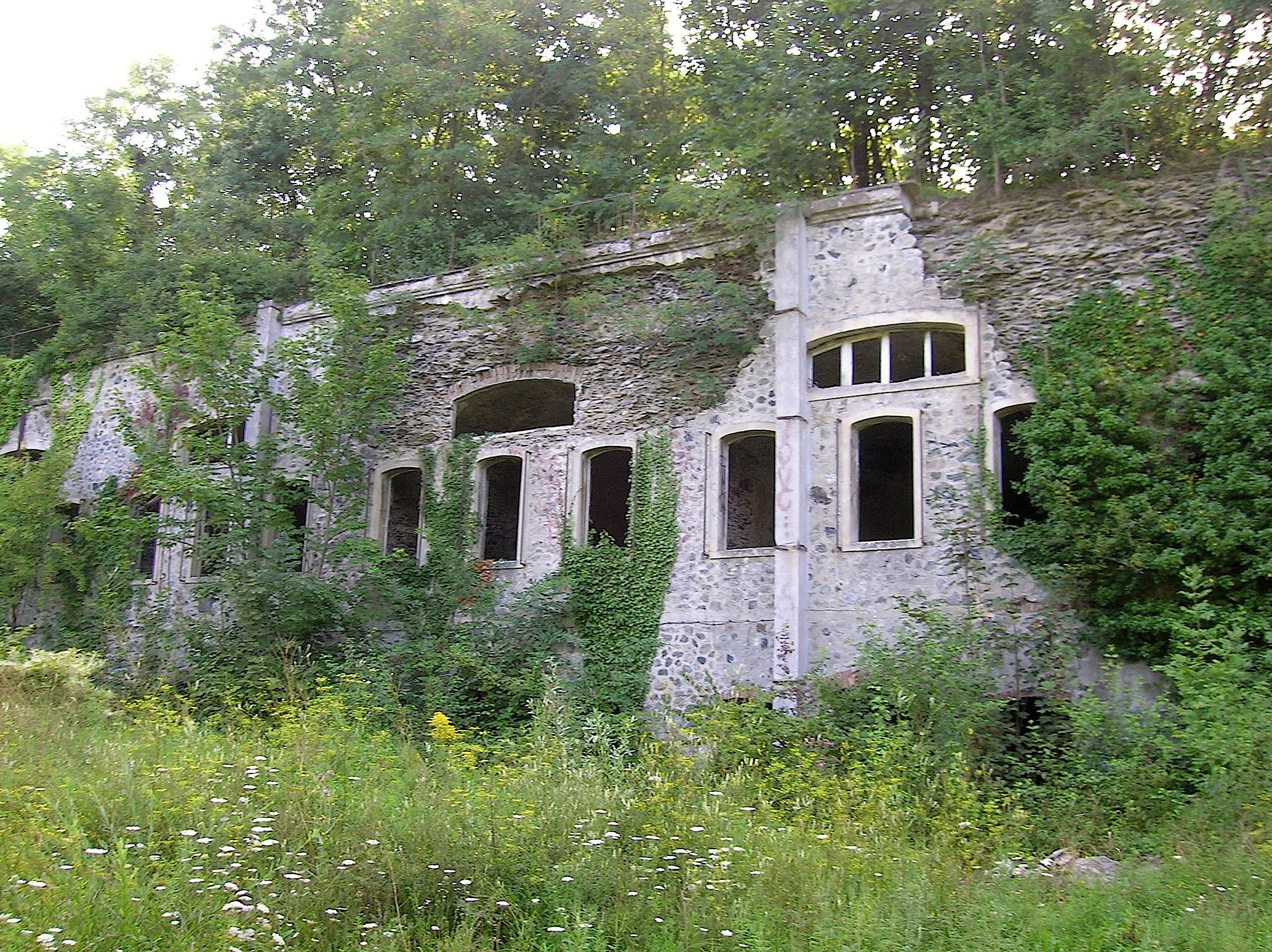
Reste des Forts Montavie
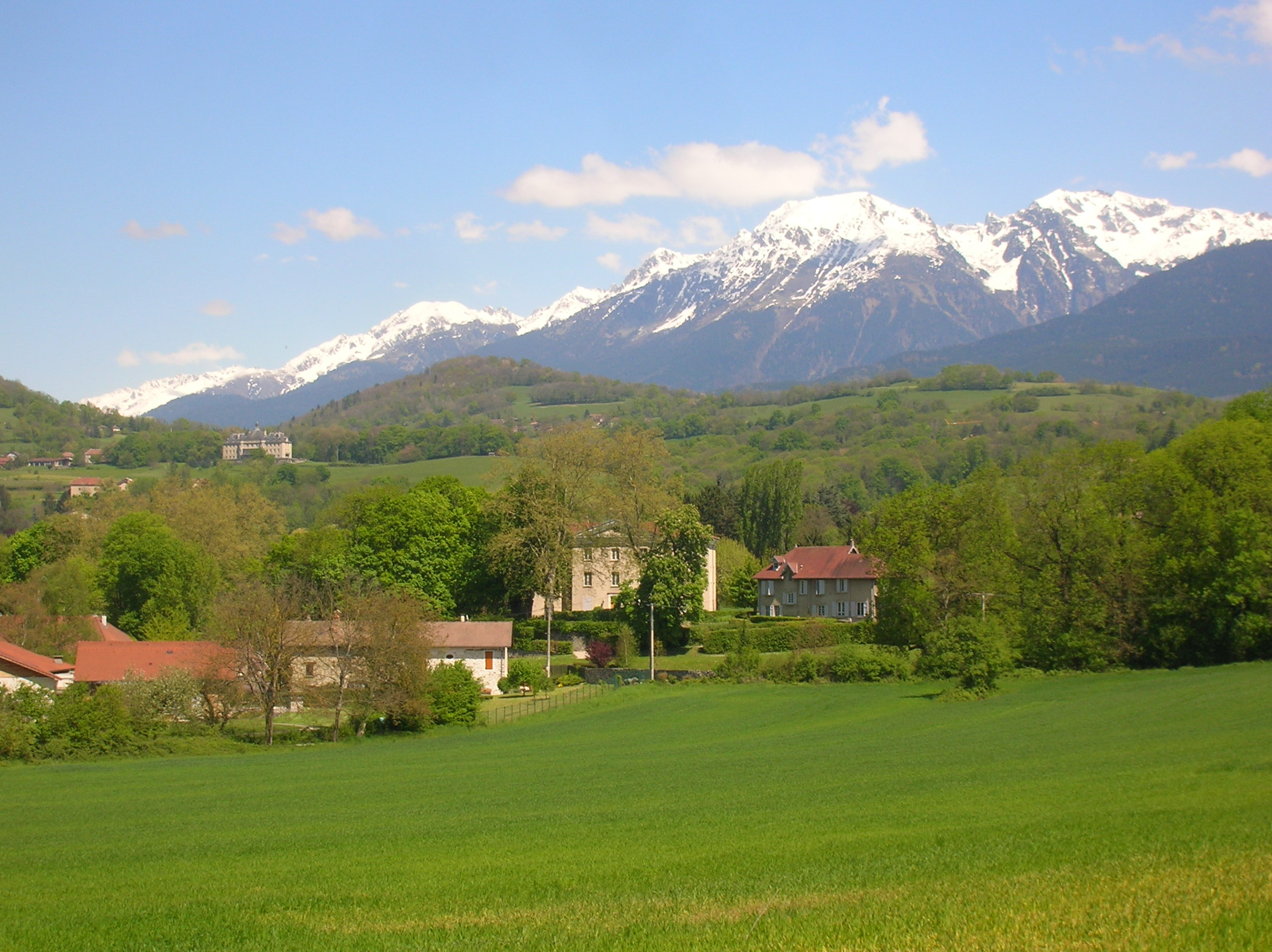
Herrenhaus Enclos
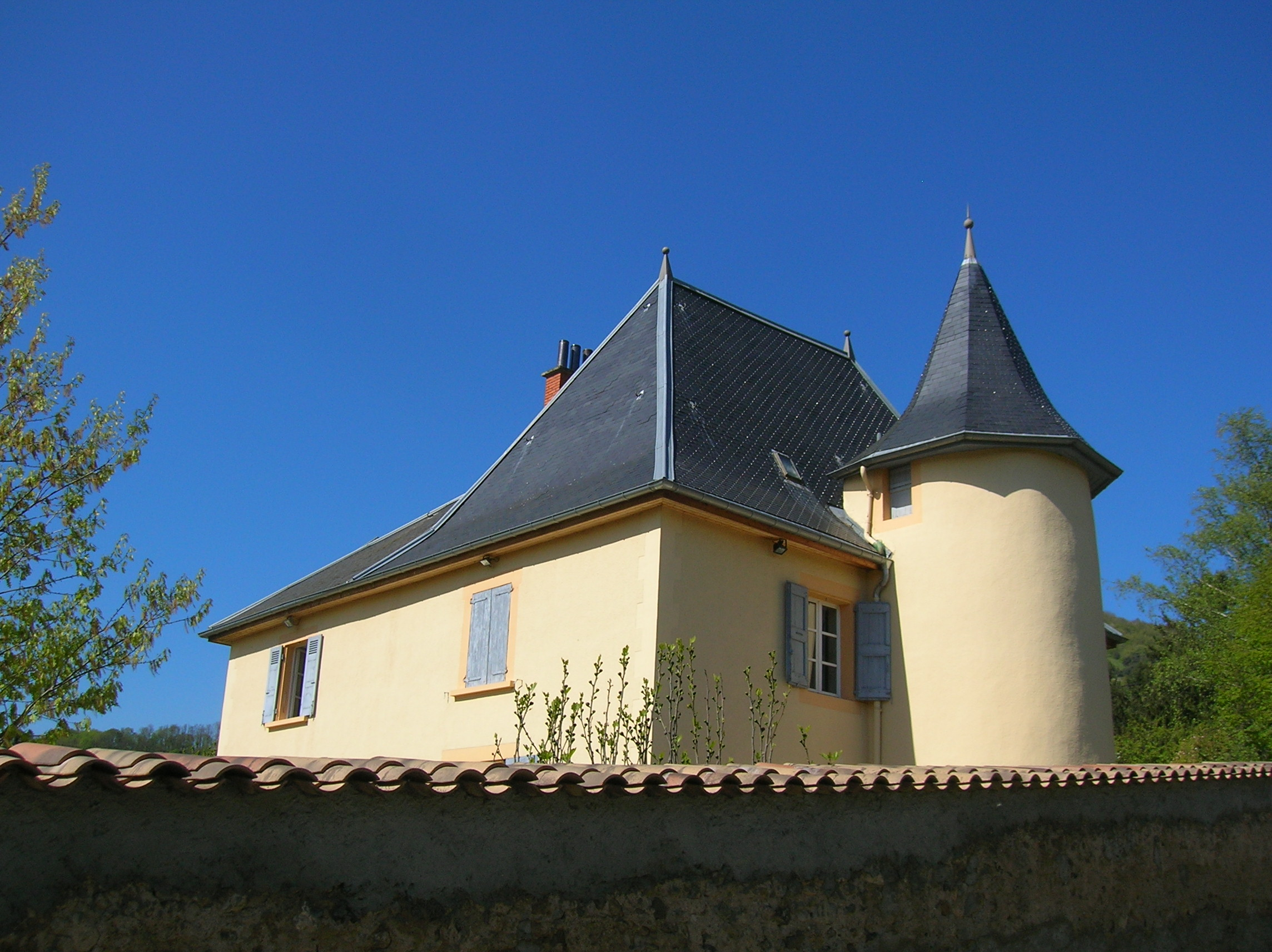
Herrenhaus Les Angonnes
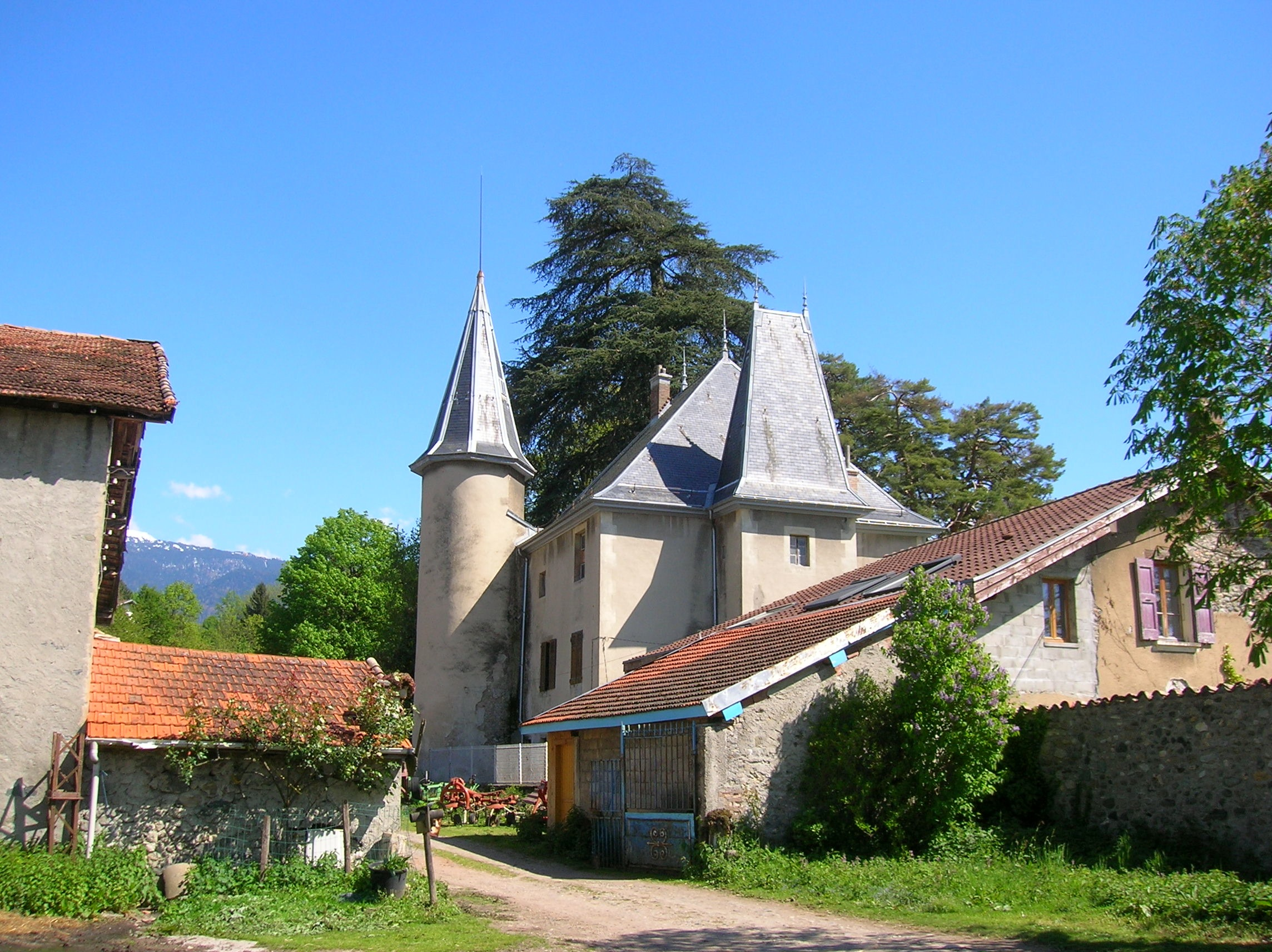
Herrenhaus Les Bourins